# Kabinet-Erhard II
Het kabinet–Erhard II was het West-Duitse kabinet van 26 oktober 1965 tot 1 december 1966. Het kabinet werd gevormd door de politieke partijen Christlich Demokratische Union Deutschlands (CDU)-Christlich-Soziale Union (CSU) en de Freie Demokratische Partei (FDP) na de verkiezingen van 1965 en was een voortzetting van het vorige kabinet Erhard I. Ludwig Erhard de partijleider van de CDU diende een tweede termijn als bondskanselier en Erich Mende de partijleider van de FDP diende als vicekanselier en bondsminister voor Oost-Duitse Betrekkingen.
Van het begin af aan waren er de nodige spanningen tussen CDU/CSU en FDP, met name op economisch gebied. Plannen van de regering om het tot 4 miljard Duitse mark opgelopen begrotingstekort weg te werken met een belastingverhoging stuitte op felle kritiek van de FDP, die op 27 oktober 1966 haar ministers uit het kabinet terugtrok. Erhards positie binnen de CDU was inmiddels ook ter discussie gesteld en op 2 november 1966 voelde hij zich genoodzaakt om af te treden.
De Christendemocraten begonnen na de uittreding van de FDP-ministers onderhandelingen met de sociaaldemocratische Sozialdemokratische Partei Deutschlands (SPD). Deze onderhandelingen resulteerden uiteindelijk op de vorming van een "grote coalitie" die op 1 december 1966 aantrad onder leiding van Kurt Georg Kiesinger (CDU), met Willy Brandt (SPD) als vicekanselier.
| Ambtsbekleders                                          | Ambtsbekleders         | Ambtsbekleders                     | Functie(s)                                                  | Termijn          | Termijn         | Partij |
| ------------------------------------------------------- | ---------------------- | ---------------------------------- | ----------------------------------------------------------- | ---------------- | --------------- | ------ |
|                                                         | Ludwig Erhard          | Ludwig Erhard (1897–1977)          | Bondskanselier                                              | 16 oktober 1963  | 1 december 1966 | CDU    |
|                                                         | Erich Mende            | Erich Mende (1916–1998)            | Vicekanselier                                               | 16 oktober 1963  | 28 oktober 1966 | FDP    |
| Bondsminister voor Oost-Duitse Betrekkingen             | Erich Mende            | Erich Mende (1916–1998)            |                                                             | 16 oktober 1963  | 28 oktober 1966 | FDP    |
|                                                         | Hans-Christoph Seebohm | Hans-Christoph Seebohm (1903–1967) | Vicekanselier                                               | 28 oktober 1966  | 1 december 1966 | CDU    |
| Bondsminister van Verkeer                               | Hans-Christoph Seebohm | Hans-Christoph Seebohm (1903–1967) | 15 september 1949                                           |                  | 1 december 1966 | CDU    |
|                                                         | Paul Lücke             | Paul Lücke (1914–1976)             | Bondsminister van Binnenlandse Zaken                        | 26 oktober 1965  | 2 april 1968    | CDU    |
|                                                         | Gerhard Schröder       | Gerhard Schröder (1910–1989)       | Bondsminister van Buitenlandse Zaken                        | 30 oktober 1961  | 1 december 1966 | CDU    |
|                                                         | Rolf Dahlgrün          | Rolf Dahlgrün (1908–1969)          | Bondsminister van Financiën                                 | 14 december 1962 | 28 oktober 1966 | FDP    |
|                                                         | Kurt Schmücker         | Kurt Schmücker (1919–1996)         | Bondsminister van Financiën                                 | 28 oktober 1966  | 1 december 1966 | CDU    |
|                                                         | Richard Jaeger         | Richard Jaeger (1913–1998)         | Bondsminister van Justitie                                  | 26 oktober 1965  | 1 december 1966 | CSU    |
|                                                         | Kurt Schmücker         | Kurt Schmücker (1919–1996)         | Bondsminister van Economie                                  | 16 oktober 1963  | 1 december 1966 | CDU    |
|                                                         | Kai-Uwe von Hassel     | Kai-Uwe von Hassel (1913–1997)     | Bondsminister van Defensie                                  | 14 december 1962 | 1 december 1966 | CDU    |
|                                                         | Elisabeth Schwarzhaupt | Elisabeth Schwarzhaupt (1901–1986) | Bondsminister van Volksgezondheid                           | 14 november 1961 | 1 december 1966 | CDU    |
|                                                         | Hans Katzer            | Hans Katzer (1919–1996)            | Bondsminister van Arbeid en Sociale Zaken                   | 26 oktober 1965  | 22 oktober 1969 | CDU    |
|                                                         | Hermann Höcherl        | Hermann Höcherl (1912–1989)        | Bondsminister van Landbouw, Voedselvoorziening en Bosbeheer | 26 oktober 1965  | 22 oktober 1969 | CSU    |
|                                                         | Ewald Bucher           | Ewald Bucher (1914–1991)           | Bondsminister van Huisvesting                               | 26 oktober 1965  | 28 oktober 1966 | FDP    |
|                                                         | Bruno Heck             | Bruno Heck (1917–1989)             | Bondsminister van Huisvesting                               | 28 oktober 1966  | 1 december 1966 | CDU    |
|                                                         | Richard Stücklen       | Richard Stücklen (1897–1976)       | Bondsminister van Posterijen en Communicatie                | 29 oktober 1957  | 1 december 1966 | CSU    |
|                                                         | Werner Dollinger       | Werner Dollinger (1918–2008)       | Bondsminister voor Financiële Bezittingen                   | 14 december 1962 | 1 december 1966 | CSU    |
|                                                         | Walter Scheel          | Walter Scheel (1919–2016)          | Bondsminister voor Economische Betrekkingen                 | 14 december 1962 | 28 oktober 1966 | FDP    |
|                                                         | Werner Dollinger       | Werner Dollinger (1918–2008)       | Bondsminister voor Economische Betrekkingen                 | 14 december 1962 | 1 december 1966 | CSU    |
|                                                         | Gerhard Stoltenberg    | Gerhard Stoltenberg (1928–2001)    | Bondsminister voor Onderzoek en Technologie                 | 26 oktober 1965  | 22 oktober 1969 | CDU    |
|                                                         | Johann Baptist Gradl   | Johann Baptist Gradl (1904–1988)   | Bondsminister voor Oost-Duitse Betrekkingen                 | 28 oktober 1966  | 1 december 1966 | CDU    |
| Bondsminister voor Vluchtelingen en Oorlogsslachtoffers | Johann Baptist Gradl   | Johann Baptist Gradl (1904–1988)   | 26 oktober 1965                                             |                  | 1 december 1966 | CDU    |
|                                                         | Bruno Heck             | Bruno Heck (1917–1989)             | Bondsminister voor Familie en Jeugd Zaken                   | 14 december 1962 | 1 oktober 1968  | CDU    |
|                                                         | Alois Niederalt        | Alois Niederalt (1911–2004)        | Bondsminister voor de Bondsraad                             | 14 december 1962 | 1 december 1966 | CSU    |
|                                                         | Heinrich Krone         | Heinrich Krone (1905–1982)         | Bondsminister voor de Federale Veiligheidsraad              | 14 november 1961 | 1 december 1966 | CDU    |
|                                                         | Ludger Westrick        | Ludger Westrick (1894–1990)        | Bondsminister zonder portefeuille                           | 13 juli 1964     | 1 december 1966 | CDU    |
| Chef des Bundeskanzleramts                              | Ludger Westrick        | Ludger Westrick (1894–1990)        |                                                             | 13 juli 1964     | 1 december 1966 | CDU    |

## Trivia
- Het leeftijdsverschil tussen oudste ambtsbekleder Ludger Westrick en de jongste Gerhard Stoltenberg was maar liefst 33 jaar.